# التحكم في عسر القراءة والكتابة
يعتمد التحكم في عسر القراءة والكتابة على العديد من المتغيرات؛ حيث لا توجد إستراتيجية واحدة محددة أو مجموعة الإستراتيجيات التي تناسب جميع من يعاني منها. ويوضح الجدول التالي بعضًا من أهم المتغيرات الجوهرية التي تجب مراعاتها:
جدير بالذكر أنه تم تطوير العديد من مناهج التعليم الخاص للطلاب المصابين بعسر القراءة والكتابة. وأدت التكنولوجيا التكيفية، مثل برامج الكمبيوتر المتخصصة إلى ابتكاراتٍ حديثة أفادت الكثير ممن يعانون من عسر القراءة والكتابة.
ومن أحد العوامل التي تميز مجال علاج عسر القراءة والكتابة هو مدى تدفق العلاجات البديلة للإعاقات التنموية والتعليمية. وتتضمن طرق العلاج المثيرة للجدل هذه المكملات الغذائية وأنظمة الحمية الخاصة، فضلاً عن العلاج المثلي وعلاج العظام/المعالجة اليدوية.

## نظم الكتابة والإملاء
كان 

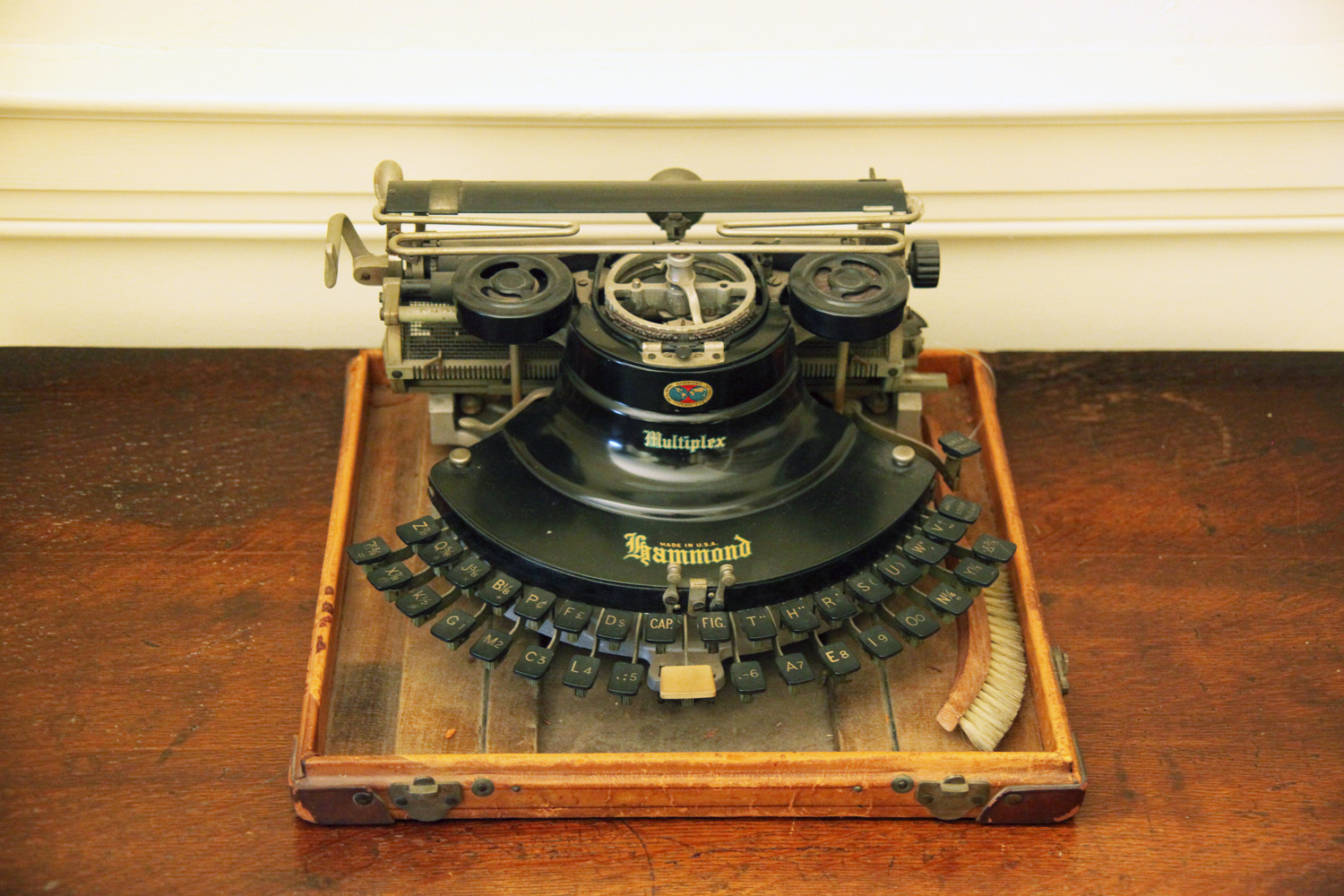
وودرو ويلسون أول من استخدم الآلة الكاتبة. ويُعتقد أن هذا الأمر ساعده في التغلب على عسر القراءة والكتابة لكتابة المراسلات. تعرض هذه الصورة الآلة الكاتبة الخاصة بويلسون، في متحف منزل وودرو ويلسون.

نظام الكتابة هو نوع من النظم الرمزية المستخدمة لتمثيل عناصر أو عبارات يمكن التعبير عنها باللغة.
أما نظام الإملاء الخاص بأية لغة فيوضح الطريقة الصحيحة لاستخدام نظام كتابة محدد لكتابة اللغة. وفي حالة استخدام أكثر من نظام كتابة واحد للغةٍ ما، مثل الكردية، فقد يوجد أكثر من نظام إملاء واحد.

### التحكم في عسر القراءة والكتابة باستخدام نظام الإملاء الأبجدي
توجه أغلب نظم التدريس إلى علاج مناطق ضعف معينة، مثل التعامل مع صعوبات تمييز الرموز الصوتية من خلال تقديم دروس تعليمية تركز على علم الصوتيات. وتستهدف بعض نظم التدريس الأخرى بعض مهارات القراءة المحددة، مثل تمييز الرموز الصوتية، بينما تكون بعض المنهجيات الأخرى أكثر شمولاً في نطاقها، بحيث تجمع بين تقنيات معالجة المهارات الأساسية مع استراتيجيات تهدف إلى تحسين الفهم والنقد الأدبي. وتتميز العديد من البرامج بتصميم متعدد الحواس؛ أي أن طريقة التعليم تتضمن عناصر مرئية، وسمعية وحركية أو حسية؛ حيث من الشائع أن مثل هذه الأشكال التعليمية تعد أكثر فاعليةً في تعليم من يعانون من عسر القراءة والكتابة. وبالرغم من ادعاء بعض البرامج بأنها برامج «مستندة إلى الأبحاث العلمية»، إلا أنه هناك القليل جدًا من البرامج التجريبية أو الأبحاث الكمية التي تدعم استخدام منهج محدد لتعليم القراءة مقارنةً بالبرامج الأخرى عند استخدامها مع الأطفال الذين يعانون من عسر القراءة والكتابة.
لقد أكد تورجسن (2004) على أهمية وجود نظام تعليم واضح للعلاج بالإضافة إلى الحاجة إلى التكثيف الذي يختلف اختلافًا تامًا عن التعليم في الفصل الدراسي العادي. ولتحقيق نتائج مرضية في القراءة، فإن الطلاب في حاجة إلى أنشطة تتميز بدرجة عالية من التنظيم والتسلسل التفاعلي والمراقبة الدقيقة، مع تكوين رابطة مباشرة بين المعروف والمعلومات الجديدة مع توفير وقت كاف للتدريب على المهارات الجديدة من أجل تنمية حس التلقائية والطلاقة. ويعتبر حجم المجموعة التعليمية أمرًا آخر ذا أهمية، بحيث يكون الحجم المثالي ما بين 1:1 و 1:3.

## الأحكام القانونية الوطنية وهياكل الدعم
تبنت كل دولة نظام كتابة خاص بها وتطوره.
فكل دولة لها قوانينها الخاصة المرتبطة بـنصوص التعليم، والاحتياجات التعليمية الخاصة. وعادةً ما يكتمل الإطار القانوني للدعم في كل دولة بالعديد من وكالات الدعم المستقلة والمتطوعة التي تقدم معلومات ودعمًا أكثر تخصصًا.

## وصلات خارجية
- Canadian Dyslexia Association
- Dyslexia Association of Singapore (SG)
- Dyslexia International (DI)